# Супергетеродинний радіоприймач
Супергетероди́нний радіоприйма́ч (супергетеродин) - один з типів радіоприймачів, заснований на принципі перетворення прийнятого сигналу в сигнал фіксованої проміжної частоти (ПЧ) з подальшим її посиленням. Основна перевага супергетеродина перед радіоприймачем прямого посилення в тому, що найбільш критичні для якості приймання, частини приймального тракту (вузькосмуговий фільтр, підсилювач ПЧ і демодулятор) працюють на фіксованій, низькій частоті,  що дозволяє виконати їх із значно кращими характеристиками. Це збільшує чутливість, що дає можливість приймати більш далекі та малопотужні радіостанції та вибірність (селективність) приймача, що зменшує вплив сторонніх завад (природних та штучних) на прийнятий корисний сигнал.
Супергетеродинний приймач винайшли майже одночасно німець Вальтер Шотткі та американець Едвін Армстронг в 1918 році, ґрунтуючись на ідеї француза Л. Леві. Перший робочий супергетеродин побудував Армстронг.

## Структурна схема
Радіосигнал з антени подається на вхід підсилювача високої частоти (в спрощеному варіанті він може бути відсутнім), а потім на вхід змішувача - спеціального елемента з двома входами і одним виходом, що здійснює операцію перетворення сигналу по частоті. На другий вхід змішувача подається сигнал з локального малопотужного генератора високої частоти - гетеродина. Коливальний контур гетеродина перенастроюється одночасно (синхронно) з вхідним контуром змішувача (і контурами підсилювача ВЧ) - зазвичай конденсатором змінної ємності (КЗЄ), рідше котушкою змінної індуктивності ( КЗІ, варіометром, ферроваріометром). Для цього підстроювальні елементи КЗЄ (пластини) або КЗІ (осердя) конструктивно виконані на одній підстроювальній осі. Таким чином, на виході змішувача утворюються сигнали з частотою, рівною сумі та різниці частот гетеродина і прийнятої радіостанції. Різницевий сигнал постійної проміжної частоти (ПЧ) виділяється за допомогою смугового фільтра і посилюється в підсилювачі ПЧ, після чого надходить до демодулятора (детектор) який відновлює сигнал низької (звукової) частоти.
У сучасних приймачах як гетеродин використовується цифровий синтезатор частот з кварцовою стабілізацією.
У звичайних мовних приймачах довгих, середніх і коротких хвиль проміжна частота, як правило, дорівнює 465 або 455 кГц, в побутових ультракороткохвильових — 6,5 або 10,7 МГц. В телевізорах використовується проміжна частота 38 МГц.

## Приклади реалізації

### На електронних лампах

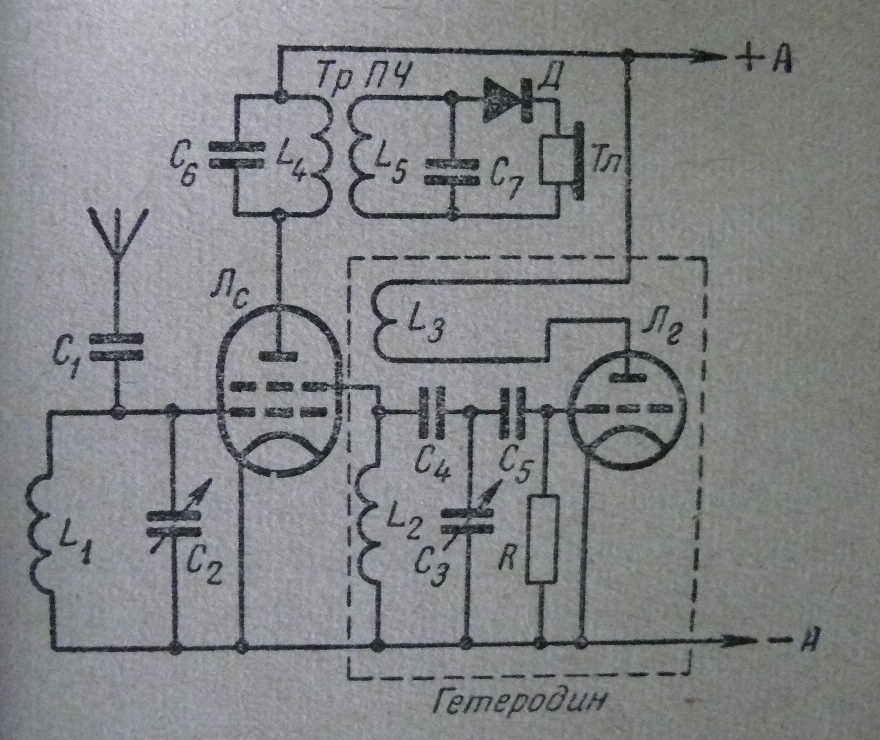
Простий супергетродин на електронних лампах

На схемі зображено простий супергетеродин на електронних лампах. Частина, обведена пунктиром, — це гетеродин (генератор частоти). Котушка індуктивності L2 індуктивно пов'язана з L3, за рахунок чого між анодним і сітковим колом гетеродина виникає позитивний зворотний зв'язок і лампа Лг генерує коливання, частота яких визначається параметрами елементів C3 (змінний конденсатор, вісь якого механічно пов'язана зі змінним конденсатором вхідного контуру C2), C4 і L2. Сигнал гетеродина надходить на другу сітку лампи-змішувача Лс, а на першу сітку цієї лампи надходить слабкий сигнал станції, що приймається. У процесі змішування вхідного і гетеродинного сигналу на аноді лампи Лс з'являються сигнали частот, що дорівнюють сумі і різниці частот на сітках. Одна з цих частот виділяється контуром проміжної частоти L4 С6, з яким індуктивно пов'язаний ще один контур L5 C7 — два цих контури утворюють смуговий фільтр. Після детектування діодом Д сигнал радіостанції можна чути у навушниках Тл.
Описана схема, доповнена одним або кількома ламповими підсилювачами проміжної частоти, а також підсилювачем низької частоти, була основою лампових супергетеродинних радіоприймачів 1930-1970-х років.